# Atik
Atik eller Omikron Persei (ο Persei, förkortat Omikron Per,  ο Per) som är stjärnans Bayerbeteckning, är en dubbelstjärna belägen i den södra delen av stjärnbilden Perseus. Den har en skenbar magnitud på 3,83 och är klart synlig för blotta ögat. Baserat på parallaxmätning inom Hipparcosuppdraget på ca 2,9 mas, beräknas den befinna sig på ett avstånd av ca 1 100 ljusår (ca 340 parsek) från solen.

## Nomenklatur
Omikron Persei har det traditionella namnet Atik (även Ati, Al Atik), (arabiska för "skuldran").  År 2016 organiserade Internationella astronomiska unionen en arbetsgrupp för stjärnnamn (WGSN) med syfte att katalogisera och standardisera riktiga namn för stjärnor. WGSN fastställde namnet Atik för denna stjärna den 12 september 2016, vilket nu är inskrivet i IAU:s Catalog of Star Names.
Några källor, såsom ett programvarupaket för planetarium, en atlas, och en webbplats tillför namnet Atik till den närliggande, ljusare stjärnan Zeta Persei.

## Egenskaper
Atik är en blå jättestjärna av spektralklass B1III. Den har massa som är ca 15 gånger större än solens massa och utsänder från sin fotosfär ca 62 000 gånger mer energi än solen vid en effektiv temperatur på ca 22 800 K.
Atik är en spektroskopisk dubbelstjärna med en följeslagare av spektralklass B2V som omkretsar varandra med en period på 4,4 dygn.